# Manohla Dargis
Manohla June Dargis ( /m ə n oʊ l ə   D ɑːr ɡ ɪ s /), née le 7 avril 1961, est une critique de cinéma américaine.
Elle est l'une des principales critiques de films du New York Times, avec A. O. Scott. Elle est finaliste à cinq reprises du prix Pulitzer de la critique (en).

## Carrière
En 2012, Dargis a reçu le prix Nelson A. Rockefeller du Purchase College (en) qui est, selon le collège, « remis à des personnes qui se sont distinguées par leur contribution aux arts ». En 2013, Matt Barone, du magazine Complex, l'a nommée le huitième plus grand critique de cinéma de tous les temps. Elle a également été finaliste du prix Pulitzer de la critique (en) en 2013, 2015, 2016, 2018 et 2019.

## Vie privée
Dargis a grandi à Manhattan, dans East Village, manifestant un amour précoce du cinéma par la participation régulière au St. Mark's Cinema et Theater 80. Elle est diplômée de la Hunter College High School (en) et obtient son baccalauréat en littérature de l'Université d'État de New York à Purchase (en) en janvier 1985,. Elle a obtenu une maîtrise ès arts en études cinématographiques en 1988 à la New York University Graduate School of Arts and Science. Dargis a épousé Lou Amdur, expert en vin en 1994. Ils vivent à Los Angeles.